# مامادو مارا
مامادو مارا (انگلیسی: Mamoudou Mara؛ زادهٔ ۳۱ دسامبر ۱۹۹۰) بازیکن فوتبال اهل گینه است.
از باشگاه‌هایی که در آن بازی کرده است می‌توان به باشگاه فوتبال دیژون و باشگاه فوتبال آدانااسپور اشاره کرد.
وی همچنین در تیم ملی فوتبال گینه بازی کرده است.